# دیوید مک‌فاول
دیوید مک‌فاول (انگلیسی: David McFaull; ۱۰ نوامبر ۱۹۴۸ – ۲۵ ژوئیهٔ ۱۹۹۷) قایقران اهل ایالات متحده آمریکا بود.